# Królowa Gwendolen
Królowa Gwendolen, znana także jako Gwendolin, Gwendolyn, Guendoloēna (ur. ok. 1130 p.n.e. w Kornwalii, zm. ok. 1065 p.n.e. tamże) – legendarna władczyni starożytnej Wielkiej Brytanii. Podaje się, że była królową w XI wieku przed naszą erą.
Geoffrey z Monmouth podawał w swoim pseudo historycznym dziele Historia Regum Britanniae, była odtrąconą żoną Locrinus, którego pokonała w bitwie nad rzeką Stour. Rzeka ta dzieliła Kornwalię i Loegrię, dwa kluczowe rejony dla starożytnej Wielkiej Brytanii. Po pokonaniu króla objęła przywództwo nad Brytyjczykami, stając się panującą królową.